# Matt Riddle
Matthew Frederick Riddle (Allentown (Pennsylvania), 14 januari 1986), beter bekend als Matt Riddle of kortweg Riddle, is een Amerikaans professioneel worstelaar en voormalig MMA-vechter die sinds 2023 actief is in Major League Wrestling (MLW). Riddle is best bekend van zijn tijd in de UFC and WWE.
Voordat Riddle een carrière begon in het professioneel worstelen, maakte hij bekendheid in de MMA-wereld. In 2008 raakte Riddle betrokken bij de Ultimate Fighting Championship (UFC), het grootste bedrijf op het gebied van MMA. In februari 2013 werd hij ontslagen wegens het gebruik van marihuana. Een jaar later competeerde hij voor Titan Fighting Championship en legde daarna zijn focus in het professioneel worstelen.
In 2018 raakte Riddle betrokken met WWE, het grootste bedrijf op gebied van sportentertainment. Riddle werd verwezen naar NXT en veroverde een keer het NXT Tag Team Championship met Pete Dunne. In 2020 werd hij door verwezen naar Raw en won een keer het WWE United States Championship en twee keer het Raw Tag Team Championship met Randy Orton als "RK-Bro.

## Andere media
Riddle maakt zijn videogame-debuut als speelbare personage in WWE 2K20.

## Prestaties

### Mixed Martial Arts
- Ultimate Fighting Championship
  - Fight of the Night (1 keer)
  - Submission of the Night (1 keer)

### Professioneel worstelen
- 5 Star Wrestling
  - 5 Star Tap or Snap Championship (1 keer)[6]
- Beyond Wrestling
  - Tournament for Today Men (2016)[7]
- Evolve
  - Evolve Championship (1 keer)[6]
  - Style Battle (2016)[7]
- Hope Wrestling
  - Hope 24/7 Hardcore Championship (1 keer)[6]
- IWA Mid-South
  - Revolution Strong Style Tournament (2016)[7]
- Keystone Pro Wrestling
  - KPW Tag Team Championship (1 keer) – met Punisher Martinez[6]
- Monster Factory Pro Wrestling
  - Monster Factory Heavyweight Championship (1 keer)[6]
- Pro Wrestling Illustrated
  - Gerangschikt op nummer 46 van de top 500 singles worstelaars in de PWI 500 in 2018[8]
- Porgress Wrestling
  - Progress Atlas Championship (2 keer)[6]
- Pro Wrestling Chaos
  - King of Chaos Championship (1 keer)[6]
- Pro Wrestling Guerrilla
  - PWG World Tag Team Championship (1 keer) – met Jeff Cobb[6]
- Scenic City Invitational
  - Scenic City Invitational Tournament (2017)[7]
- Sports Illustrated
  - Gerangschikt op nummer 5 van de 10 Best Male Wrestlers of 2018[9]
- Style Battle
  - Style Battle (8, 9)[7]
- Westside Xtreme Wrestling
  - AMBITION 8 (2017)[7]
- WWNLive
  - WWN Championship (1 keer)[6]
- Wrestling Observer Newsletter
  - Most Improved (2016)
  - Rookie of the Year (2016)
- WWE
  - WWE United States Championship (1 keer)[6]
  - WWE Raw Tag Team Championship (2 keer) – met Randy Orton[6]
  - NXT Tag Team Championship (1 keer) – met Pete Dunne[6]
  - Dusty Rhodes Tag Team Classic (2020) – met Pete Dunne[7]